# Iara Lee
Iara Lee 	est une réalisatrice brésilienne d'origine coréenne, née en 1966 à Brasilia.
Après avoir exercé des fonctions de programmatrice pour le Festival du film de Sao Paulo, de 1984 à 1989, elle s'installe à New York et y fonde  Caïpirinha, une société de production, du nom d'un célèbre cocktail brésilien. 
En 2004, elle créa avec son mari, George Gund III, la fondation Iara Lee & George Gund, basée à San Francisco. Cette fondation a pour vocation de soutenir, tant financièrement que logistiquement, des projets pour la promotion de la paix, de la justice et du développement durable, en particulier  sur des zones de conflit - telles que le Liban, la Palestine, le Pakistan ou  l'Irak - à travers des films, de la musique ou des projets alimentaires.
En 2010, Iara Lee se trouvait sur l'une des embarcations de la Flottille de la Liberté, organisée par le mouvement pro-palestinien Free Gaza.  Ses militants  tentaient de briser le blocus israélien et amener de l'aide humanitaire internationale à la bande de Gaza. Le 31 mai 2010 l'armée israélienne a attaqué la flottille,.

## Filmographie
- Synthethic pleasure (1996), sur le rapport entre le développement des nouvelles technologies et l'artificialité des modes de vie contemporains
- Modulations (1998),  documentaire sur la musique électronique.
- Architettura (2000), film installation
- Beneath the borqa (2001), documentaire sur la condition des femmes de l'Afghanistan
- The Battle for the Xingu (2009)
- Burkinabè Rising : the art of resistance in Burkina Faso, (2018) documentaire sur le Burkina Faso[6].